# Вишнюватська сільська рада
| Вишнюватська сільська рада — колишній орган місцевого самоврядування у Розівському районі Запорізької області з адміністративним центром у с. Вишнювате. Водоймища на території, підпорядкованій даній сільській раді: ріка Капка. Сільській раді були підпорядковані населені пункти: - с. Вишнювате - с. Біловеж - с. Вільне - с. Листвянка |

## Склад ради
Рада складалася з 14 депутатів та голови.
Партійний склад ради: Партія регіонів — 12, Всеукраїнське об'єднання «Батьківщина» — 1, Самовисування — 1.

### Керівний склад ради
| ПІБ                   | Основні відомості                                            | Дата обрання | Дата звільнення |
| --------------------- | ------------------------------------------------------------ | ------------ | --------------- |
| Когут Зінаїда Іллівна | Сільський голова, 1956 року народження, освіта, позапартійна | 26.03.2006   | 31.10.2010      |

Примітка: таблиця складена за даними джерела